# Grande Prêmio da Bélgica de 2001
Resultados do Grande Prêmio da Bélgica de Fórmula 1 realizado em Spa-Francorchamps em 2 de setembro de 2001. Décima quarta etapa da temporada, foi vencido pelo alemão Michael Schumacher, da Ferrari.

## Resumo
- Michael Schumacher se torna o maior vencedor de corridas na Fórmula 1 , com 52 vitórias, contra 51 de Alain Prost. Até em 2020 o recorde foi superado por Lewis Hamilton no Grande Prêmio de Portugal.
- Última corrida de Luciano Burti na Fórmula 1. Um acidente na curva Blanchimont, após um toque com Eddie Irvine, seu ex-companheiro na Jaguar, encerrou a carreira do brasileiro como piloto titular.[3][4][5]
- Jean Alesi, agora na Jordan, marcou seu último ponto na F-1 ao chegar em sexto.

- Último pódio da equipe Benetton, com Giancarlo Fisichella terminando a prova na terceira posição.

- Tarso Marques fez em Spa sua última corrida de F-1 na carreira.

## Corrida
| Pos.   | Nº | Piloto                | Construtor       | Voltas | Tempo/Diferença  | Grid | Pontos |
| ------ | -- | --------------------- | ---------------- | ------ | ---------------- | ---- | ------ |
| 1      | 1  | Michael Schumacher    | Ferrari          | 36     | 1:08:05.002      | 3    | 10     |
| 2      | 4  | David Coulthard       | McLaren-Mercedes | 36     | + 10.098         | 9    | 6      |
| 3      | 7  | Giancarlo Fisichella  | Benetton-Renault | 36     | + 27.742         | 8    | 4      |
| 4      | 3  | Mika Häkkinen         | McLaren-Mercedes | 36     | + 36.087         | 7    | 3      |
| 5      | 2  | Rubens Barrichello    | Ferrari          | 36     | + 54.521         | 5    | 2      |
| 6      | 12 | Jean Alesi            | Jordan-Honda     | 36     | + 59.684         | 13   | 1      |
| 7      | 5  | Ralf Schumacher       | Williams-BMW     | 36     | + 59.986         | 2    |        |
| 8      | 10 | Jacques Villeneuve    | BAR-Honda        | 36     | + 1:04.970       | 6    |        |
| 9      | 22 | Heinz-Harald Frentzen | Prost-Acer       | 35     | + 1 volta        | 4    |        |
| 10     | 14 | Jos Verstappen        | Arrows-Asiatech  | 35     | + 1 volta        | 19   |        |
| 11     | 9  | Olivier Panis         | BAR-Honda        | 35     | + 1 volta        | 11   |        |
| 12     | 15 | Enrique Bernoldi      | Arrows-Asiatech  | 35     | + 1 volta        | 21   |        |
| 13     | 20 | Tarso Marques         | Minardi-European | 31     | + 5 voltas       | 22   |        |
| Ret    | 12 | Jarno Trulli          | Jordan-Honda     | 31     | Motor            | 16   |        |
| Ret    | 8  | Jenson Button         | Benetton-Renault | 17     | Rodou            | 15   |        |
| Ret    | 6  | Juan Pablo Montoya    | Williams-BMW     | 1      | Motor            | 1    |        |
| Ret    | 19 | Pedro de La Rosa      | Jaguar-Cosworth  | 1      | Dano de Acidente | 10   |        |
| Ret    | 16 | Nick Heidfeld         | Sauber-Petronas  | 0      | Acidente         | 14   |        |
| DNS    | 17 | Kimi Räikkönen        | Sauber-Petronas  | 0      | Transmissão      | 12   |        |
| DNS    | 18 | Eddie Irvine          | Jaguar-Cosworth  | 0      | Acidente         | 17   |        |
| DNS    | 23 | Luciano Burti         | Prost-Acer       | 0      | Acidente         | 18   |        |
| DNS    | 21 | Fernando Alonso       | Minardi-European | 0      | Câmbio           | 20   |        |
| Fonte: |    |                       |                  |        |                  |      |        |

## Tabela do campeonato após a corrida
| Pos.   | Piloto             | Pontos |
| ------ | ------------------ | ------ |
| 1      | Michael Schumacher | 104    |
| 2      | David Coulthard    | 57     |
| 3      | Rubens Barrichello | 48     |
| 4      | Ralf Schumacher    | 44     |
| 5      | Mika Häkkinen      | 24     |
| Fonte: |                    |        |

| Pos.   | Equipe           | Pontos |
| ------ | ---------------- | ------ |
| 1      | Ferrari          | 152    |
| 2      | McLaren-Mercedes | 81     |
| 3      | Williams-BMW     | 59     |
| 4      | Sauber-Petronas  | 20     |
| 5      | Jordan-Honda     | 16     |
| Fonte: |                  |        |

- Nota: Somente as primeiras cinco posições estão listadas e os campeões da temporada surgem grafados em negrito.